# Seguros Bolívar Open Medellín 2014
Il Seguros Bolívar Open Medellín 2014 è stato un torneo di tennis facente parte della categoria ITF Women's Circuit nell'ambito dell'ITF Women's Circuit 2014. Il torneo si è giocato a Medellín in Colombia dal 31 marzo al 6 aprile 2014 su campi in terra rossa e aveva un montepremi di $50,000+H.

## Partecipanti

### Teste di serie
| Nazionalità | Giocatrice           | Ranking* | Testa di serie |
| ----------- | -------------------- | -------- | -------------- |
| Colombia    | Mariana Duque        | 107      | 1              |
| Svizzera    | Romina Oprandi       | 114      | 2              |
| Romania     | Irina-Camelia Begu   | 129      | 3              |
| Paraguay    | Verónica Cepede Royg | 157      | 4              |
| Argentina   | María Irigoyen       | 161      | 5              |
| Spagna      | Lara Arruabarrena    | 186      | 6              |
| Argentina   | Florencia Molinero   | 194      | 7              |
| Stati Uniti | Julia Cohen          | 200      | 8              |

- Ranking al 17 marzo 2014.

### Altre partecipanti
Giocatrici che hanno ricevuto una wild card:
- Anna Katalina Alzate Esmurzaeva
- Yuliana Lizarazo
- Yuliana Monroy

Giocatrici che sono passate dalle qualificazioni:
- Martina Caregaro
- Maria Marfutina
- Denise Muresan
- Gaia Sanesi

Giocatrici che hanno ricevuto un entry per junior exempt:
- Varvara Flink

## Vincitrici

### Singolare
Verónica Cepede Royg ha battuto in finale  Irina-Camelia Begu con il punteggio di 6–4, 4–6, 6–4

### Doppio
Irina-Camelia Begu /  María Irigoyen hanno battuto in finale  Monique Adamczak /  Marina Shamayko con il punteggio di 6–2, 7–6(7–2)